# Bandera d'Astúries
La bandera d'Astúries és la bandera del Principat d'Astúries. D'acord amb la llegenda, va ser voleiada per Pelai I, en la batalla de Covadonga contra els moros l'any 722. Aquesta batalla, duta a terme a les muntanyes d'Astúries, va significar l'inici de la "Reconquesta". L'any 908 el rei d'Astúries Alfons III el Gran va ordenar que la creu original de fusta fos guarnida amb or i pedres precioses. Es conserva en aquesta forma a la Catedral d'Oviedo. Les lletres gregues alfa i omega pengen del braç horitzontal.
Segons l'estatut d'Astúries en el seu títol tercer:
La bandera del Principat d'Astúries és la tradicional amb la Creu de la Victòria en groc sobre fons blau.